# Mokradnik argentyński
Mokradnik argentyński (Pseudocolopteryx dinelliana) – gatunek małego ptaka z rodziny tyrankowatych (Tyrannidae). Występuje plamowo w środkowej części Ameryki Południowej. Obecnie znany jest ze stanowisk w Argentynie, Boliwii i Paragwaju. Bliski zagrożenia wyginięciem.

## Systematyka
Takson ten jako pierwszy opisał argentyński przyrodnik Miguel Lillo w 1905 roku, nadając mu nazwę Pseudocolopteryx dinellianus. Epitet gatunkowy upamiętnia Luísa M. Dinellego, aktywnego w pierwszej połowie XX wieku argentyńskiego przyrodnika i kolekcjonera okazów, który urodził się we Włoszech. Nie wyróżnia się podgatunków.

## Morfologia
Długość ciała około 11,5 cm. Wierzch ciała oliwkowobrązowy z brązowym wierzchem głowy, spód ciała żółty. Dziób czarny, oczy czarno-brązowe.

## Występowanie i środowisko
Mokradnik argentyński zamieszkuje obszary okresowo zalewanych mokradeł z szuwarami, wysokimi trawami i krzewami w okolicach nizinnych cieków wodnych.
Występuje głównie w niewielkich obszarach północnej Argentyny (w prowincjach: Tucumán, Santiago del Estero, Santa Fe, Córdoba i być może w prowincji Salta). Poza sezonem lęgowym migruje na niewielkie odległości na północ po argentyńską prowincję Formosa oraz przyległe obszary w południowej Boliwii (2 okazy odłowione w 1926 roku) i Paragwaju (19 potwierdzonych stwierdzeń z 9 stanowisk według stanu na rok 2013).

## Rozród
Rozmnaża się tylko na stanowiskach położonych w Argentynie. Gniazduje w krzakach, szuwarach i wysokich trawach. W jednym lęgu samica składa średnio 3 jaja.

## Status i ochrona
W Czerwonej księdze gatunków zagrożonych IUCN mokradnik argentyński od 2000 roku klasyfikowany jest jako gatunek bliski zagrożenia (NT, Near Threatened); wcześniej, od 1994 roku miał status gatunku narażonego (VU, Vulnerable), a od 1988 roku uznawano go za gatunek najmniejszej troski. Liczebność populacji wstępnie szacowana jest na około 6700 dorosłych osobników, rozmieszczonych plamowo. Szacuje się, że populacja systematycznie maleje z powodu zawężania się i zanikania jego naturalnego siedliska oraz melioracji bagien.
BirdLife International wymienia 20 ostoi ptaków IBA, w których ten gatunek występuje, są to m.in.: w Argentynie Reserva Natural Loro Hablador, Reserva Natural Formosa, Reserva El Bagual, Reserva Provincial de Usos Múltiples Federico Wildermuth, Park Narodowy Ansenuza, Park Narodowy Chaco, w Paragwaju Park Narodowy Defensores del Chaco, Park Narodowy Tinfunqué i w Boliwii Reserva Nacional de Flora y Fauna Tariquía.